# Giovanni II Malatesta

Stemma dei Malatesta

Giovanni II Malatesta, primo conte di Sogliano (... – 20 settembre 1299), seguì le sorti ghibelline e sempre fu avverso a Malatesta da Verrucchio, contrastandogli il dominio di Rimini.

## Biografia
Figlio di Ramberto di Giovanni Malatesta (?-1221) e di Rengarda Malabocca di Bagnacavallo.
Era cavaliere "a spron d'oro" e nel 1276 fu podestà di Rimini. Sottoscrisse la pace tra le città di Romagna.
Nel 1287 fece pace con Malatesta da Verrucchio e con altri signori, ma la pace non fu bene accetta da Pietro Stefaneschi, rettore della Romagna, che avendo certato di far prigioniero Malatesta, non poté avere fra le mani che Giovanni, da lui condotto a Cesena.
Liberato nel 1288, dovette seguire i Malatesta in esilio.
Quando fu conclusa la pace, nel 1290, Giovanni rientrò in patria con fieri propositi contro i propri congiunti, ma morì nel 1299 senza aver compiuto ulteriori gesta.

## Discendenza
Giovanni sposò nel 1255 la contessa Sofia Silighini di Sogliano, che portò in dote il territorio di Sogliano ed ebbero tre figli:
- Ramberto (?-1348), condottiero
- Malatestino (?-1352 ca.), detto "Malatestino di Sogliano"
- Guglielmo (?-1316 ca.), uomo d'armi e conte di Sogliano.